# Jānis Upenieks
Jānis Upenieks (ur. 22 listopada 1988 w Valmierze) – łotewski polityk, od 2011 do 2018 poseł na Sejm XI i XII kadencji. 

## Życiorys
Po ukończeniu szkoły im. Westharda w Valmierze kształcił się na studiach bakalarskich w dziedzinie ekonomii i administracji biznesu w Wyższej Szkole Ekonomicznej w Rydze (Rīgas Ekonomikas augstskola, REA). Studia ukończył w 2010. 
Rozpoczął pracę jako administrator mediów społecznych w spółce "Creative Media Services". W 2011 przyłączył się do Partii Reform Zatlersa (ZRP), z list której uzyskał mandat posła na Sejm XI kadencji. Nie wszedł w skład frakcji poselskiej ZRP. W marcu 2012 znalazł się w gronie współzałożycieli stowarzyszenia pod nazwą Wolni Demokraci (Brīvie demokrāti, BD). W wyborach w 2014 uzyskał reelekcję do Sejmu XII kadencji z listy Jedności. W wyborach w 2018 nie wywalczył reelekcji. 